# زمین‌لرزه ۱۹۷۲ نیکاراگوئه
زمین‌لرزه نیکاراگوا  در تاریخ ۲۳ دسامبر ۱۹۷۲ میلادی، برابر با ‎۲ دی ۱۳۵۱، ساعت ۶:۲۹:۴۴ به زمان یوتی‌سی در نیکاراگوئه رخ داد. ژرفای این زلزله ۶٫۸ کیلومتر بود. بزرگی آن ۶٫۲ در مقیاس Ms اعلام شده‌است. زمین‌لرزه به وقت محلی در روز شنبه، ساعت ۰ روی داده و منطقه زمانی آن یوتی‌سی -۶ بوده‌است .
سازمان زمین‌شناسی آمریکا نیز جای این زمین‌لرزه را در مختصات ۱۲°۲۴′شمالی ۸۶°۰۶′غربی / ۱۲٫۴°شمالی ۸۶٫۱°غربی و بزرگی آنرا برابر با ۶٫۲ در مقیاس ریشتر اعلام کرده‌است. ژرفای گزارش شده از سوی این سازمان ۵ کیلومتر می‌باشد.
شمار کشتگان زلزله حدود ۱۱۰۰۰ نفر بوده‌است.تعداد زخمیان ۲۰۰۰۰ نفر برآورده شده‌است.بی‌خانمان شدگان نیز ۲۰۰۰۰۰ نفر اعلام شده‌است.